# Eclissi solare del 30 agosto 1905
L'eclissi solare del 30 agosto 1905 è un evento astronomico che ha avuto luogo il suddetto giorno attorno alle ore 13.07 UTC.
L'eclissi, di tipo totale, è stata visibile in alcune parti del Nord America (Canada), dell'Africa (Algeria, Egitto, Libia e Tunisia) dell'Europa (Spagna) e dell'Asia (Arabia Saudita).
L'eclissi è durata 3 minuti e 46 secondi.